# تان یینگ (بازیکن سافت‌بال)
تان یینگ (انگلیسی: Tan Ying؛ زادهٔ ۴ مهٔ ۱۹۸۲) بازیکن سافت‌بال زن اهل چین بود. در بازی‌های المپیک تابستانی ۲۰۰۴ شرکت کرده‌است.